# Han Karaula
Han Karaula (serb. Хан Караула) – wieś w Bośni i Hercegowinie, w Federacji Bośni i Hercegowiny, w kantonie sarajewskim, w gminie Ilijaš.

## Położenie
Wieś położona jest w środkowo-wschodniej części kraju, na wschodnich obrzeżach Federacji Bośni i Hercegowiny, na północy kantonu. Leży w odległości około 2 km na wschód od stolicy gminy- Ilijaš i około 25 km na północny zachód od Sarajewa. Około 4 km na zachód przebiega autostrada A1, będąca częścią trasy europejskiej E73. Według regionalizacji fizycznogeograficznej Europy, zgodnej z uniwersalną klasyfikacją dziesiętną, przedstawioną w 1971 roku, wieś położona jest na obszarze megaregionu Półwysep Bałkański, prowincji Góry Dynarskie.

## Klimat
Miejscowość położona jest w strefie klimatu umiarkowanego przejściowego między klimatem kontynentalnym a śródziemnomorskim. Charakterystycznymi cechami tego klimatu są bardzo mroźne zimy i upalne lata. Dodatkowo zimą występują bardzo silne wiatry.

## Demografia
W 1991 roku wieś zamieszkiwało 36 osób, w tym 34 Serbów, 1 osoba deklarująca przynależność do Muzułmanów z narodowości (Boszniaków) i 1 Jugosłowianin.